# Saint-Denis-d'Augerons
Saint-Denis-d'Augerons és un municipi francès situat al departament de l'Eure i a la regió de Normandia. L'any 2007 tenia 85 habitants.

## Demografia

### Població
El 2007 la població de fet de Saint-Denis-d'Augerons era de 85 persones. Hi havia 36 famílies de les quals 12 eren unipersonals (4 homes vivint sols i 8 dones vivint soles), 8 parelles sense fills i 16 parelles amb fills.
La població ha evolucionat segons el següent gràfic:
Habitants censats

### Habitatges
El 2007 hi havia 43 habitatges, 35 eren l'habitatge principal de la família, 7 eren segones residències i 1 estava desocupat. 42 eren cases i 1 era un apartament. Dels 35 habitatges principals, 24 estaven ocupats pels seus propietaris, 6 estaven llogats i ocupats pels llogaters i 5 estaven cedits a títol gratuït; 2 tenien dues cambres, 1 en tenia tres, 11 en tenien quatre i 21 en tenien cinc o més. 31 habitatges disposaven pel capbaix d'una plaça de pàrquing. A 18 habitatges hi havia un automòbil i a 14 n'hi havia dos o més.

### Piràmide de població
La piràmide de població per edats i sexe el 2009 era:
| Homes | Edats   | Dones |
| ----- | ------- | ----- |
| 0     | 95 o +  | 0     |
| 0     | 90 a 94 | 0     |
| 0     | 85 a 89 | 0     |
| 0     | 80 a 84 | 0     |
| 4     | 75 a 79 | 0     |
| 0     | 70 a 74 | 0     |
| 4     | 65 a 69 | 4     |
| 0     | 60 a 64 | 0     |
| 0     | 55 a 59 | 0     |
| 8     | 50 a 54 | 8     |
| 8     | 45 a 49 | 0     |
| 0     | 40 a 44 | 4     |
| 0     | 35 a 39 | 4     |
| 8     | 30 a 34 | 0     |
| 8     | 25 a 29 | 4     |
| 4     | 20 a 24 | 4     |
| 0     | 15 a 19 | 4     |
| 0     | 10 a 14 | 0     |
| 4     | 5 a 9   | 0     |
| 0     | 0 a 4   | 0     |

## Economia
El 2007 la població en edat de treballar era de 58 persones, 44 eren actives i 14 eren inactives. De les 44 persones actives 40 estaven ocupades (24 homes i 16 dones) i 4 estaven aturades (2 homes i 2 dones). De les 14 persones inactives 5 estaven jubilades, 3 estaven estudiant i 6 estaven classificades com a «altres inactius».
Activitats econòmiques
Dels 3 establiments que hi havia el 2007, 1 era d'una empresa de fabricació d'altres productes industrials i 2 d'empreses de comerç i reparació d'automòbils.
L'únic servei als particulars que hi havia el 2009 era un taller de reparació d'automòbils i de material agrícola.
L'any 2000 a Saint-Denis-d'Augerons hi havia 10 explotacions agrícoles que ocupaven un total de 672 hectàrees.

## Poblacions més properes
El següent diagrama mostra les poblacions més properes.